# George MacKay
George Andrew J. MacKay (ur. 13 marca 1992 w Londynie) – brytyjski aktor australijskiego pochodzenia.

## Młodość i kariera
MacKay urodził się w Londynie jako syn Kim Baker, projektantki kostiumów i Paula MacKaya, Australijczyka pracującego w branży oświetleniowej i scenicznej.
W 2003 roku dostał rolę jednego z zagubionych chłopców, Kędziorka, w filmowej adaptacji Piotrusia Pana. Występował również w głównej roli w miniserialu Johnny i bomba, który jest adaptacją powieści Terry’ego Pratchetta o tym samym tytule. W filmie wojennym Opór z 2008 roku MacKay zagrał Arona, najmłodszego z czterech braci Bielskich. Jedną z głównych ról w tym filmie grał Daniel Craig. W 2009 roku wcielił się w rolę Harry’ego w filmie Moi chłopcy z Clive’em Owenem w roli głównej. W 2011 zagrał w wyreżyserowanym przez Marca Evansa filmie muzycznym Hunky Dory. W 2019 wystąpił w jednej z głównych ról w dramacie wojennym "1917". Film ten zdobył trzy Oscary i dwa Złote Globy.

## Filmografia

### Filmy
| Rok  | Tytuł                                           | Rola                                | Uwaga                |
| ---- | ----------------------------------------------- | ----------------------------------- | -------------------- |
| 2003 | Piotruś Pan (Peter Pan)                         | Kędziorek                           |                      |
| 2005 | Footprints in the Snow                          | Nathan Hill                         |                      |
| 2006 | Złodziejaszki (Herr der Diebie)                 | Riccio                              |                      |
| 2007 | Magazyn osobliwości (The Old Curiosity Shop)    | Kit                                 |                      |
| 2008 | Opór (Defiance)                                 | Aron Bielski                        |                      |
| 2009 | Moi chłopcy (The Boys Are Back)                 | Harry                               |                      |
| 2011 | Hunky Dory                                      | Jake                                |                      |
| 2012 | The Devil’s Dosh                                | Marcus                              | film krótkometrażowy |
| 2012 | Najlepsi z najlepszych (The Best of Men)        | Szeregowy William Heath             |                      |
| 2012 | Private Peaceful                                | Tommo Peaceful                      |                      |
| 2013 | Za tych, co na morzu (For Those in Peril)       | Aaron                               |                      |
| 2013 | Sunshine on Leith                               | Davy                                |                      |
| 2013 | Jeżeli nadejdzie jutro (How I Live Now)         | Edmond                              |                      |
| 2013 | Breakfast with Jonny Wilkinson                  | Jake Whittam                        |                      |
| 2014 | Dumni i wściekli (Pride)                        | Joe                                 |                      |
| 2014 | Bypass                                          | Tim                                 |                      |
| 2015 | Fuel to Fire                                    | Tomas Gant                          | film krótkometrażowy |
| 2016 | Infinite                                        | Sid                                 | film krótkometrażowy |
| 2016 | Narrated By                                     | Bill Sipowitz                       | film krótkometrażowy |
| 2016 | Captain Fantastic                               | Bodevan                             |                      |
| 2017 | French Exchange                                 | Jack                                | film krótkometrażowy |
| 2017 | Przebudzenie dusz (Ghost Stories)               | Simon Rifkind                       |                      |
| 2017 | Tajemnica Marrowbone (El secreto de Marrowbone) | Jack                                |                      |
| 2018 | Ophelia                                         | Hamlet                              |                      |
| 2018 | To Provide All People                           | ojciec                              |                      |
| 2018 | Miłość w trudnych czasach (Where Hands Touch)   | Lutz                                |                      |
| 2018 | Tęskniąc za miłością (Been So Long)             | Gil                                 |                      |
| 2019 | True History of the Kelly Gang                  | Ned Kelly                           |                      |
| 2019 | Nuklearna (Nuclear)                             | chłopak                             |                      |
| 2019 | A Guide to Second Date Sex                      | Ryan                                |                      |
| 2019 | 1917                                            | starszy szeregowy William Schofield |                      |

### Seriale
| Rok  | Tytuł                                                  | Rola              | Uwagi            |
| ---- | ------------------------------------------------------ | ----------------- | ---------------- |
| 2004 | Rose and Maloney                                       | młody Calum       | sez. 2, odc. 1–2 |
| 2005 | The Brief                                              | Zak Farmer        | sez. 2, odc. 1–2 |
| 2006 | Johnny i bomba (Johnny and the Bomb)                   | Johnny Maxwell    | sez. 1, odc. 1–3 |
| 2006 | Tsunami – po katastrofie (Tsunami: The Aftermath)      | Adam Peabody      | sez. 1, odc. 1–2 |
| 2012 | Wojna i miłość (Birdsong)                              | Szeregowy Douglas | sez. 1, odc. 1   |
| 2015 | The Outcast                                            | Lewis Aldridge    | sez. 1, odc. 1–2 |
| 2016 | 22.11.63                                               | Bill Turcotte     | sez. 1, odc. 1–8 |
| 2016 | Opowieści Neila Gaimana (Neil Gaiman’s Likely Stories) | Simon Powers      | sez. 1, odc. 1   |